# Danube Dragons 2014
Questa voce raccoglie le informazioni riguardanti i Danube Dragons nelle competizioni ufficiali della stagione 2014.

## Maschile

### Prima squadra

#### Austrian Football League 2014

##### Stagione regolare
| 23 marzo 2014, ore 16:00 CET 1ª giornata | Danube Dragons | 14 – 13 (d.t.s.) (0-0 0-0 0-7 7-0 7-6) | Graz Giants | (1300 spett.) |

| 29 marzo 2014, ore 14:30 CEST 2ª giornata | Tirol Raiders | 44 – 20 (13-0 10-7 7-6 14-7) | Danube Dragons | (3850 spett.) |

| 13 aprile 2014, ore 15:00 CEST 4ª giornata | Danube Dragons | 10 – 31 (0-0 3-7 0-14 7-10) | Vienna Vikings | (850 spett.) |

| 3 maggio 2014, ore 15:00 CEST 6ª giornata | Prague Black Panthers | 25 – 28 (7-7 7-7 3-7 8-7) | Danube Dragons |  |

| 11 maggio 2014, ore 15:00 CEST 7ª giornata | Danube Dragons | 14 – 43 (14-14 0-22 0-7 0-0) | Tirol Raiders |  |

| 17 maggio 2014, ore 15:00 CEST 8ª giornata | Graz Giants | 37 – 48 (7-7 7-21 10-0 13-20) | Danube Dragons | (2000 spett.) |

| 14 giugno 2014, ore 17:00 CEST 9ª giornata | Danube Dragons | 49 – 45 (7-7 14-17 7-14 21-7) | Prague Black Panthers | (850 spett.) |

| 22 giugno 2014, ore 15:00 CEST 10ª giornata | Vienna Vikings | 42 – 10 (7-0 14-3 14-0 7-7) | Danube Dragons | (2000 spett.) |

##### Playoff
| 12 luglio 2014, ore 17:00 CEST Semifinale | Tirol Raiders | 34 – 0 (6-0 7-0 7-0 14-0) | Danube Dragons | (3657 spett.) |

#### Statistiche di squadra
| Competizione      | %Vittorie | In casa | In casa | In casa | In casa | In casa | In casa | In trasferta | In trasferta | In trasferta | In trasferta | In trasferta | In trasferta | Totale | Totale | Totale | Totale | Totale | Totale |
| Competizione      | %Vittorie | G       | V       | N       | P       | Pf      | Ps      | G            | V            | N            | P            | Pf           | Ps           | G      | V      | N      | P      | Pf     | Ps     |
| ----------------- | --------- | ------- | ------- | ------- | ------- | ------- | ------- | ------------ | ------------ | ------------ | ------------ | ------------ | ------------ | ------ | ------ | ------ | ------ | ------ | ------ |
| Stagione regolare | .500      | 4       | 2       | 0       | 2       | 87      | 132     | 4            | 2            | 0            | 2            | 106          | 148          | 8      | 4      | 0      | 4      | 193    | 280    |
| Playoff           | .000      | 0       | 0       | 0       | 0       | 0       | 0       | 1            | 0            | 0            | 1            | 0            | 34           | 1      | 0      | 0      | 1      | 0      | 34     |
| Totale            | .444      | 4       | 2       | 0       | 2       | 87      | 132     | 5            | 2            | 0            | 3            | 106          | 182          | 9      | 4      | 0      | 5      | 193    | 314    |

### Seconda squadra

#### AFL - Division III 2014

##### Stagione regolare
| 12 aprile 2014 2ª giornata | Danube Dragons 2 | 0 – 27 (0-0 0-6 0-7 0-14) | Budapest Wolves |  |

| 4 maggio 2014 4ª giornata | Weinviertel Spartans | 10 – 27 (2-0 0-14 0-6 8-7) | Danube Dragons 2 | (450 spett.) |

| 9 maggio 2014 5ª giornata | AFC Rangers Mödling 2 | 6 – 23 (6-3 0-7 0-6 0-7) | Danube Dragons 2 |  |

| 25 maggio 2014 6ª giornata | Danube Dragons 2 | 25 – 12 (9-0 9-0 7-6 0-6) | Carnuntum Legionaries |  |

| 8 giugno 2014 8ª giornata | Vienna Warlords 2 | 18 – 55 (6-14 2-13 8-14 6-14) | Danube Dragons 2 |  |

| 22 giugno 2014 10ª giornata | Danube Dragons 2 | 7 – 20 (0-7 7-0 0-0 0-13) | Vienna Knights 2 |  |

#### Statistiche di squadra
| Competizione      | %Vittorie | In casa | In casa | In casa | In casa | In casa | In casa | In trasferta | In trasferta | In trasferta | In trasferta | In trasferta | In trasferta | Totale | Totale | Totale | Totale | Totale | Totale |
| Competizione      | %Vittorie | G       | V       | N       | P       | Pf      | Ps      | G            | V            | N            | P            | Pf           | Ps           | G      | V      | N      | P      | Pf     | Ps     |
| ----------------- | --------- | ------- | ------- | ------- | ------- | ------- | ------- | ------------ | ------------ | ------------ | ------------ | ------------ | ------------ | ------ | ------ | ------ | ------ | ------ | ------ |
| Stagione regolare | .667      | 3       | 1       | 0       | 2       | 32      | 59      | 3            | 3            | 0            | 0            | 105          | 34           | 6      | 4      | 0      | 2      | 137    | 93     |
| Totale            | .667      | 3       | 1       | 0       | 2       | 32      | 59      | 3            | 3            | 0            | 0            | 105          | 34           | 6      | 4      | 0      | 2      | 137    | 93     |

## Femminile

### AFL - Division Ladies 2014

#### Stagione regolare
| 19 aprile 2014 1ª giornata | Vienna Vikings Ladies | 51 – 0 | Danube Dragons Ladies |  |

| 25 maggio 2014 3ª giornata | Danube Dragons Ladies | 0 – 41 | Vienna Vikings Ladies |  |

| 29 giugno 2014 5ª giornata | Budapest Wolves Ladies | 0 – 20 | Danube Dragons Ladies |  |

| 6 luglio 2014 6ª giornata | Danube Dragons Ladies | 32 – 0 | Budapest Wolves Ladies |  |

#### Playoff
| 20 luglio 2014 Ladies Bowl | Vienna Vikings Ladies | 25 – 0 | Danube Dragons Ladies |  |

### Statistiche di squadra
| Competizione      | %Vittorie | In casa | In casa | In casa | In casa | In casa | In casa | In trasferta | In trasferta | In trasferta | In trasferta | In trasferta | In trasferta | Totale | Totale | Totale | Totale | Totale | Totale |
| Competizione      | %Vittorie | G       | V       | N       | P       | Pf      | Ps      | G            | V            | N            | P            | Pf           | Ps           | G      | V      | N      | P      | Pf     | Ps     |
| ----------------- | --------- | ------- | ------- | ------- | ------- | ------- | ------- | ------------ | ------------ | ------------ | ------------ | ------------ | ------------ | ------ | ------ | ------ | ------ | ------ | ------ |
| Stagione regolare | .500      | 2       | 1       | 0       | 1       | 32      | 41      | 2            | 1            | 0            | 1            | 20           | 51           | 4      | 2      | 0      | 2      | 52     | 92     |
| Playoff           | .000      | 0       | 0       | 0       | 0       | 0       | 0       | 1            | 0            | 0            | 1            | 0            | 25           | 1      | 0      | 0      | 1      | 0      | 25     |
| Totale            | .400      | 2       | 1       | 0       | 1       | 32      | 41      | 3            | 1            | 0            | 2            | 20           | 76           | 5      | 2      | 0      | 3      | 52     | 117    |